# Епізоди телесеріалу «Комісар Рекс» (перший сезон)
| №  | Оригінальна назва                | Українська назва                | Дата показу       |
| -- | -------------------------------- | ------------------------------- | ----------------- |
| 1  | Endstation Wien                  | Кінцева зупинка — Відень        | 10 листопада 1994 |
| 2  | Ein perfekter Mord               | Ідеальне вбивство               | 17 листопада 1994 |
| 3  | Flucht in den Tod                | Втікачі-смертники               | 24 листопада 1994 |
| 4  | Der Tod der alten Damen          | Вбивство літньої пані           | 1 грудня 1994     |
| 5  | Tanz auf dem Vulkan              | Танець на вулкані               | 8 грудня 1994     |
| 6  | Die Tote von Schönbrunn          | Шенбруннське вбивство           | 15 грудня 1994    |
| 7  | Diagnose Mord                    | Діагноз: убивство               | 22 грудня 1994    |
| 8  | Ein feines Haus                  | Порядний будинок                | 29 грудня 1994    |
| 9  | Amok                             | Амок                            | 5 січня 1995      |
| 10 | Der erste Preis                  | Перша премія                    | 12 січня 1995     |
| 11 | Tödliche Teddys                  | Смертельні Тедді                | 19 січня 1995     |
| 12 | Bring mir den Kopf von Beethoven | Принесіть мені голову Бетховена | 26 січня 1995     |
| 13 | Unter den Straßen von Wien       | Під вулицями Відня              | 2 лютого 1995     |
| 14 | Schüsse auf Rex                  | Постріли у Рекса                | 9 лютого 1995     |

## Кінцева зупинка — Відень
У віденському кафе прогримів вибух. Гине чиновник — Петро Жуков, торговий представник Росії. У гонитві за терористом, Міхаель (провідник і єдиний друг пса Рекса), вмирає від пострілу в серце. Сумуючий за померлим Рекс відмовляється їсти і його мають приспати. Однак Рекса забирає комісар Ріхард Мозер, який переживає розлучення з дружиною. Удвох вони починають працювати над справою, в якій загинув колишній напарник Рекса.

## Ідеальне вбивство
Ганс Фельзнер, власник ресторану, несподівано вмирає від серцевого нападу. Незабаром з'ясовується, що це було вбивство. Розслідуванням справи доручено зайнятися Мозеру. Тим часом, дружина брата Ганса знайдена мертвою в машині.

## Втікачі-смертники
На узбіччі дороги знайдено закляклий труп. Незабаром після цього на звалищі поліція знаходить розчленовані трупи в чорних пластикових пакетах. Доктор Граф виявляє, що у всіх тіл вирізані нирки. Мозер і Рекс беруться за цю справу і потрапляють на чорний ринок людських органів, де Мозер ризикує стати наступною жертвою.

## Вбивство літньої пані
Літню жінку знаходять вбитою у власній квартирі. Інша жінка похилого віку, Ельфріда Копецкі, що живе через дорогу, помічає вбивцю. Їй телефонують і вимагають мовчати. Тим часом, Мозер вирішує зупинити злочинця.

## Танець на вулкані
Ув'язненому Бореку, що прийшов на прийом до стоматолога, вдається втекти. Мозер виявляє злочинця в балетній школі, де той захопив у заручники викладачку та її учениць.

## Шенбруннське вбивство
У парку Шенбрунна знаходять тіло молодої жінки. З одягу на ній тільки нижня білизна і пальто. У Мозера двоє підозрюваних: скромний працівник зоопарку, раніше судимий, і лікар, який, як виявляється, знає більше, ніж говорить.

## Діагноз: убивство
Мозер таємно проникає під виглядом пацієнта до психіатричної клініки, в якій один за одним померли кілька пацієнтів. На перший погляд здається, що смерть настала в результаті алкогольного отруєння, але Мозер розуміє, що справа зовсім не в цьому.

## Порядний будинок
У Новий рік двір житлового будинку стає місцем злочину. Знайдено тіло жінки, що наклала на себе руки. Через деякий час поліція виявляє тіло безпритульного чоловіка, побитого до смерті. У ході розслідування Мозер і Рекс приходять до висновку, що за зайвою люб'язністю сусідів криється щось серйозне.

## Амок
Після автомобільної аварії Штефан Ланц потрапляє до лікарні. Там, переглянувши свій медичний висновок, Штефан з'ясовує, що він ВІЛ-інфікований. Штефан втікає з лікарні, маючи намір вбити всіх, з ким у нього були стосунки.

## Перша премія
Дванадцятирічна дівчинка, Рената Вагнер, знайдено мертвою після відвідування фортепіанного концерту. Незабаром після цього зникає інша піаністка, Кріста Штробль, яку також виявляють мертвою. Мозеру доводиться діяти швидко, щоб запобігти чергове вбивство маленької дівчинки.

## Смертельні Тедді
У вітрині іграшкового магазину вибухає іграшковий ведмедик. Поліція намагається з'ясувати, з якою метою в іграшку встановили вибуховий пристрій.

## Принесіть мені голову Бетховена
Глибокої ночі з міського кладовища двоє злодіїв крадуть череп Бетховена. На наступний день випадковий перехожий, фотограф, зауважує, що могильна плита зрушена. Поліції необхідно знайти вкрадений череп, поки він не зник назавжди.

## Під вулицями Відня
У стічній канаві знаходять сумку з частинами людського тіла. Кисті рук і голова відсутні — жодних зачіпок. Кинути сумку в канал можна було де завгодно, практично в будь-якому районі міста. Через деякий час знову виловлюють сумку, в якій знаходиться тулуб. На ньому уважний доктор Граф виявляє татуювання у вигляді скорпіона. У картотеці група Мозера знаходить досьє на Йозефа Гартмана, грабіжника банків, який мав ідентичне татуювання.

## Постріли у Рекса
Мозер підслуховує розмову, яка має вирішальне значення для розкриття справи. Щоб змусити Мозера відмовитися від дачі показів в суді, спільник вбивці вирішує викрасти Рекса.